# هپتانال
هپتانال (به انگلیسی: Heptanal) با فرمول شیمیایی C۷H۱۴O یک ترکیب شیمیایی با شناسه پاب‌کم ۸۱۳۰ است. که جرم مولی آن ۱۱۴٫۱۸ می‌باشد. شکل ظاهری این ترکیب، مایع شفاف است.